# Denada
Denada, née Denada Elizabeth Anggia Ayu Tambunan le 19 décembre 1978 à Jakarta en Indonesie, est une actrice, modelo, et chanteuse indonésienne.

## Biographie
Denada Tambunan est la fille aînée de la chanteuse Emilia Contessa, elle est née du premier mariage de sa mère avec Rio Tambunan (1934-2003), un ancien fonctionnaire de la ville de Jakarta. Denada est d'origine pakistanaise, ses parents ont divorcé quand elle avait cinq ans, elle a un frère cadet et deux demi-frères.
Rêvant depuis son enfance de suivre la voie de sa mère comme chanteuse, Denada a décidé très vite de faire carrière dans des domaines musicaux qui n'ont pas été explorés par cette dernière, tels que le Rap ou le R&B. Elle sort son premier album, intitulé Kujelang Hari en 1994. Le lancement de son premier album est un succès et c'est après la sortie de son second en 1997 sous le nom de Ini Album Gue que la presse commence à se demander si elle finira par arriver à surpasser sa mère. Elle fait par la suite une pause dans sa carrière, au début des années 2000 pour partir effectuer des études en Australie. Après son retour au pays, elle décide de reprendre sa carrière à zéro. Étant originellement rappeuse, elle se reconvertit dans le domaine musical de la musique Pop. Elle a également passé beaucoup de son temps libre à organiser des soirées comme DJ.
Avec l'aide de deux de ses assistants et de son conjoint Jerry Aurum, elle lance début 2013 sa propre entreprise de maroquinerie, qui se spécialise dans la conception de sac à main en cuir qu'elle présente par la suite au cours de la même année durant la « Semaine de la mode » à Jakarta. Denada a auparavant suivi des cours de designer à Florence en Italie. Elle commence à participer à des expositions au Japon et à Hong Kong, avant d'envisager des ventes sur le territoire asiatique puis européen à partir de 2014.

## Vie privée
Célibataire de longue date,, Denada reste pendant des années fermée face à la question du mariage, affirmant qu'elle n'est pas pressée de se marier et que si cela arrivait, elle continuerait d'attendre le partenaire qu'elle estimerait idéal par crainte d'être confrontée un jour au divorce. En mars 2004, des rumeurs dans la presse affirment qu'elle serait la mère de deux enfants conçus et nés illégitimement en Australie, mais elles sont vite démenties par sa famille.
En novembre 2011, elle annonce ses fiançailles avec le photographe indonésien Jerry Aurum qu'elle a rencontré deux années plus tôt lors d'une séance de shooting à son domicile. En raison de la différence de religion, étant musulmane et Jerry catholique, le mariage est célébré le 15 février 2012 à Bali qui est la seule province de toute l'Indonésie à valider le mariage interreligieux. Interrogée par la suite si elle ne craint pas que le fait de partager une croyance différente de son mari puisse être problématique dans un couple, Denada affirme que cela ne la gêne nullement, car elle est habituée depuis son enfance à côtoyer différentes religions du fait que ses parents sont également de différentes confessions et qu'elle a grandi dans une atmosphère de tolérance religieuse,.
Après le mariage, Denada tombe rapidement enceinte et, huit jours avant son trente-quatrième anniversaire, donne naissance le 11 décembre 2012 à sa fille Shakira Aurum. 
Le 24 juin 2015, Denada demande le divorce par le biais de son avocat pour une procédure qui débute début août. Le couple ne fait aucune conférence de presse pour en expliquer les raisons. Mais selon Emilia Contessa le divorce n'est pas lié à un problème de violence conjugale ou de différends économiques dans le couple,. Le mariage est dissout le 13 août, et la garde de Shakira revient à Denada. Elle affirme néanmoins que bien qu'étant séparée de Jerry, elle continue de garder d'excellentes relations avec son ancien conjoint.

## Discographie

### Albums
1. Kujelang Hari (1994)
2. Ini Album Gue (1997)
3. Awal Baru (2000)
4. One Stop Dangdut (2007)
5. Call Me Dena (2010)

## Filmographie
- 2014 : Kau dan Aku Cinta Indonesia